# سرطانات شبحية وأشباهها
السرطانات الشبحية وأشباهها (الاسم العلمي: Ocypodoidea) هي فوق فصيلة من الحيوانات يتبع رتيبة متعددات الحمل من رتبة عشريات الأرجل.

## التصنيف
- السرطانات الشبحية
  - السرطان سريع الأرجل